# چراغ‌های قرمز (فیلم ۲۰۱۲)
چراغ‌های قرمز (به انگلیسی: Red Lights) فیلمی مهیج به کارگردانی رودریگو کورتس است که در سال ۲۰۱۲ میلادی منتشر شد.

## خلاصه داستان
مارگارت متسون، استاد دانشگاه و روانشناس، به همراه دستیارش تام باکلی، فیزیکدان، به بررسی ادعاهای پدیده‌های ماوراءالطبیعه می‌پردازند. آنها در یک جلسه احضار روح شرکت می‌کنند و سپس ترفندهای مدعی روح‌شناسی را افشا می‌کنند. همزمان، سایمون سیلور، روان‌شناس نابینای مشهور، اعلام می‌کند که قصد دارد دوباره اجرای عمومی داشته باشد. سیلور پس از آنکه منتقد سرسختش در حین یکی از اجراهایش به طور ناگهانی درگذشت، برای دهه‌ها از انظار عمومی دور بود. این خبر توجه گسترده رسانه‌ها را جلب می‌کند و سیلور برای تبلیغ نمایش‌هایش در برنامه‌های تلویزیونی حاضر می‌شود.

## بازیگران
- کیلین مورفی
- سیگورنی ویور
- رابرت دنیرو
- جولی ریچاردسون
- الیزابت اولسن
- توبی جونز
- لئوناردو اسباراگلیا
- کریگ رابرتس
- بورن گورمن
- ائوخنیو میرا
- ژوزت سایمون
- جینا برامهیل